# Intoshella cornuta
Intoshella cornuta är en ringmaskart som först beskrevs av Martin Heinrich Rathke 1843.  Intoshella cornuta ingår i släktet Intoshella, och familjen Polynoidae. Arten har ej påträffats i Sverige.